# Sportler des Jahres 1956 (Deutschland)
Die besten deutschen Sportler des Jahres 1956 wurden am 18. Dezember in der Liederhalle  Stuttgart ausgezeichnet. Veranstaltet wurde die Wahl zum 10. Mal von der Internationalen Sport-Korrespondenz (ISK). Obwohl durch die erst am 8. Dezember beendeten Olympischen Sommerspiele von Melbourne die Wahl im Eilverfahren durchgeführt werden musste, gaben insgesamt 342 Sportreporter und -redakteure ihre Stimmen ab. Eine getrennte Wertung von Sportlerinnen und Sportlern gab es nicht, die beste Frau in der Wertung wurde „Sportlerin des Jahres“. Bester nichtolympischer Sportler war der Motorradrennfahrer Wilhelm Herz, der mit 57 Stimmen auf Platz 11 landete.
Die Veranstaltung begann mit einer Gedenkminute für den tödlich verunglückten Werner Haas, der 1953 Sportler des Jahres war. Erstmals wurde eine gestiftete Ehrennadel für den „Sportler des Jahres“ verliehen, die auch nachträglich an die früheren Gesamtsieger Gottfried von Cramm, Georg Meier, Herbert Klein, Paul und Ria Falk, Karl Kling, Heinz Fütterer und Hans Günter Winkler ausgegeben wurde. Winkler war zudem nach Gottfried von Cramm (1947 und 1948) der zweite Sportler, der zweimal in Folge „Sportler des Jahres“ wurde.

## Rangliste
|     | Sportler/Sportlerin                  | Sportart       | Punkte | Erfolge 1956 |
| --- | ------------------------------------ | -------------- | ------ | --- |
| 1.  | Hans Günter Winkler                  | Springreiten   | 1350   | Olympische Goldmedaille im Einzel und mit der Equipe                                                                                    |
| 2.  | Ursula Happe                         | Schwimmsport   | 1044   | Olympische Goldmedaille über 200 Meter Brust                                                                                            |
| 3.  | Helmut Bantz                         | Gerätturnen    | 0498   | Olympische Goldmedaille im Pferdsprung                                                                                                  |
| 3.  | Christa Stubnick (DDR)               | Leichtathletik | 0498   | Olympische Silbermedaille im 100- und 200-Meter-Lauf; mit 11,7 s Europarekord über 100 Meter und mit 23,7 s Europarekord über 200 Meter |
| 5.  | Karl-Friedrich Haas                  | Leichtathletik | 0409   | Olympische Silbermedaille im 400-Meter-Lauf                                                                                             |
| 6.  | Ossi Reichert                        | Ski Alpin      | 0230   | Olympiasiegerin im Riesenslalom |
| 7.  | Wolfgang Behrendt                    | Boxen          | 0184   | Olympiasieger im Bantamgewicht |
| 8.  | Martin Lauer                         | Leichtathletik | 0163   | Vierter Platz beim 110-Meter-Hürdenlauf und Fünfter Platz im Fünfkampf bei den Olympischen Sommerspielen                                |
| 9.  | Manfred Germar                       | Leichtathletik | 0124   | Olympische Bronzemedaille mit der 4-mal-100-Meter-Staffel                                                                               |
| 10. | Zweier-Kajak (Scheuer, Miltenberger) | Kanusport      | 0119   | Olympische Goldmedaille über 1000 Meter                                                                                                 |

Insgesamt wurden 52 Sportlerinnen und Sportler genannt.